# Erebia excessa
Erebia excessa är en fjärilsart som beskrevs av Tutt 1905. Erebia excessa ingår i släktet Erebia och familjen praktfjärilar. Inga underarter finns listade i Catalogue of Life.